# フィールドサービス管理
フィールドサービス管理（英: field service management, FSM）とは、顧客・クライアントの装置や設備などの資産の保全のために現地で雇われている、または現場に派遣するサービス提供会社のリソース管理を行うことを指す。
FSMは、車両の位置特定、労働者の作業のスケジュールと派遣、運転者の安全の確保などの活動管理を、在庫、請求、会計などの業務と紐づけ、バックオフィスシステムと統合する。 FSMは、顧客の現場 (フィールド)でサービスを提供する企業のことを指すが、FSMを支援するソフトウェアやプラットフォームを指す場合もある。

## 業界の例
FSMは、いくつかの業界でフィールドサービス用のリソース管理するために使用されている。
- 電気通信およびケーブル業界において、住宅や事業所にケーブルを設置したり電話回線を接続したりする技術者。
- 医療において、高齢者や障害者に在宅介護を提供する移動看護師。
- ガス事業者において、疑わしい漏れを調査および修理するために派遣される技術者。
- 重工業、鉱業、製造業において、予防保守や修理のために派遣される技術者。
- 造園、灌漑、家やオフィスの清掃業などの不動産の保全。
- 空調業界において、住宅、商業、および産業環境で装置を調査するための専門知識、機器を持つ技術者。
- 郵便、運輸業界において、技術者が顧客の正確な場所を特定して、荷物を配送する仕組み。

## 要件
FSMは、特定の要件を満たす必要がある。
- お客様の期待：サービスが中断なく、トラブルがあってもすぐに復元されるべきでというお客様の期待に応える必要がある
- 十分に活用されていない機器：鉱業や石油およびガスの高価な産業機器は、中断状態のときに数百万ドルの費用がかかる
- 従業員生産性監視と向上：マネージャーは現場の従業員を直接監督できないため、生産性が低下に備えて対応する必要がある
- 安全性：道路上および現場での運転者と車両の安全性の確保が必要
- コスト：燃料、車両のメンテナンス、部品在庫のコスト上昇に対応する必要がある
- サービス販売：サービス部門が収益を生み出すことに対する企業の期待に応える必要がある
- 迅速な対応：緊急案件、顧客からのクレーム、従業員の生産性、スケジュール/ルートの最適化について、継続的にバランスを取ることは難しい課題である
- データとテクノロジー：多くの場合、分析用のデータが欠落しているか、古くなっているか、不正確となっている

## FSMソフトウェア
FSMソフトウェアは過去10年間で大幅に進化したが、FSMソフトウェアの市場は断片化されたままとなっている。ソフトウェアは、オンプレミスとして、またはホスト型またはクラウドベースのシステムとして展開できる。通常、FSMソフトウェアは、サービス管理、請求、経理、部品在庫、その他のHRシステムなどのバックエンドシステムと統合されている。
FSMソフトウェアの大多数は有料であり、企業ごとに異なるさまざまな機能を提供している。 FSMの多くの分野をカバーしているものもあれば、特定の用途に特化したものもある。価格は、会社規模、ビジネスニーズ、ユーザー数、通信事業者の選択、計画されたデータ使用量など、いくつかの要因によって異なってくる。一般的な課金単位には、フランチャイズ毎、管理者数毎、技術者/従業員毎などがある。他にもソフトウェア料金、追加の技術サポート、および追加のトレーニング料金などがかかることがある。 
エンタープライズ市場の場合、ガートナーは、FSMアプリケーションの市場浸透率がアドレス可能な市場の25％に達していると推定している。 FSM市場でのソフトウェアの売上は概算である。ガートナーの調査によると、2012年のパッケージフィールドサービスディスパッチおよびワークフォースマネジメントソフトウェアアプリケーションの売上は、サービス売上を含まず、約12億ドルで、年平均成長率は12.7％であった。 

### モバイル機器の利用
企業はモバイルコンピューティングを使用して、現場とのコミュニケーションを改善し、生産性を高め、作業プロセスを合理化し、顧客ロイヤルティを高めている。 FSMソフトウェアは、スケジューリングとルーティングの最適化、自動車両位置特定、リモート車両診断、運転履歴とサービス時間の追跡、在庫管理、現場労働者管理、運転者の安全管理等に利用する。モバイルソフトウェアは、顧客宅内機器、アクセス要件、および部品在庫に関する詳細を含むデータベースを使用する場合がある。一部のFSMソフトウェアは、会計プログラムなどの他のソフトウェアと統合されている。
モバイル機器の利用で以下の対応ができる。
- モバイル作業ステータスのリアルタイム分析
- 初回修正率を上げる
- 紙ベースのフィールドサービス管理とデータ入力のオーバーヘッドまたは管理コストを削減する
- 完全な規制コンプライアンスのために電子監査証跡を保持する
- 生産性向上
- 請求サイクルの短縮